# Solec Kujawski
Solec Kujawski (polsk udtalen: [ˈsɔlɛt͡s kuˈjafskʲi]; tysk: Schulitz) er en by i det nordlige Polen ved floden Wisła
i voivodskabet Kujawsko-pomorskie og har 15.458(2021) indbyggere, og et areal på 18,68 km². Den er en del af powiat Bydgoszcz (amt).
Byen ligger 20 kilometer sydøst for byen Bydgoszcz (Bromberg) og 35 kilometer nordvest for byen Toruń (Thorn).

## Historie
Schulitz blev første gang nævnt i 1244 som Solecz. I 1402 blev navnet Schulitz første gang nævnt i et dokument. Stedet blev allerede beskrevet som en by i et dokument fra 1325, så byrettighederne må være givet tidligere. I 1332 blev byen erobret af Den Tyske Orden og blev alvorligt ødelagt. Kasimir 3. fik efter Kalisch-traktaten (1343) (en) befæstningerne væsentligt forstærket. I 1772 som en del af første deling af Polen-Litauen kom stedet under Preussen.

## Galleri
- Rådhus
- Bymuseum
- JuraPark Solec
- Hellige hjertes kirke